# Genesis (boek)

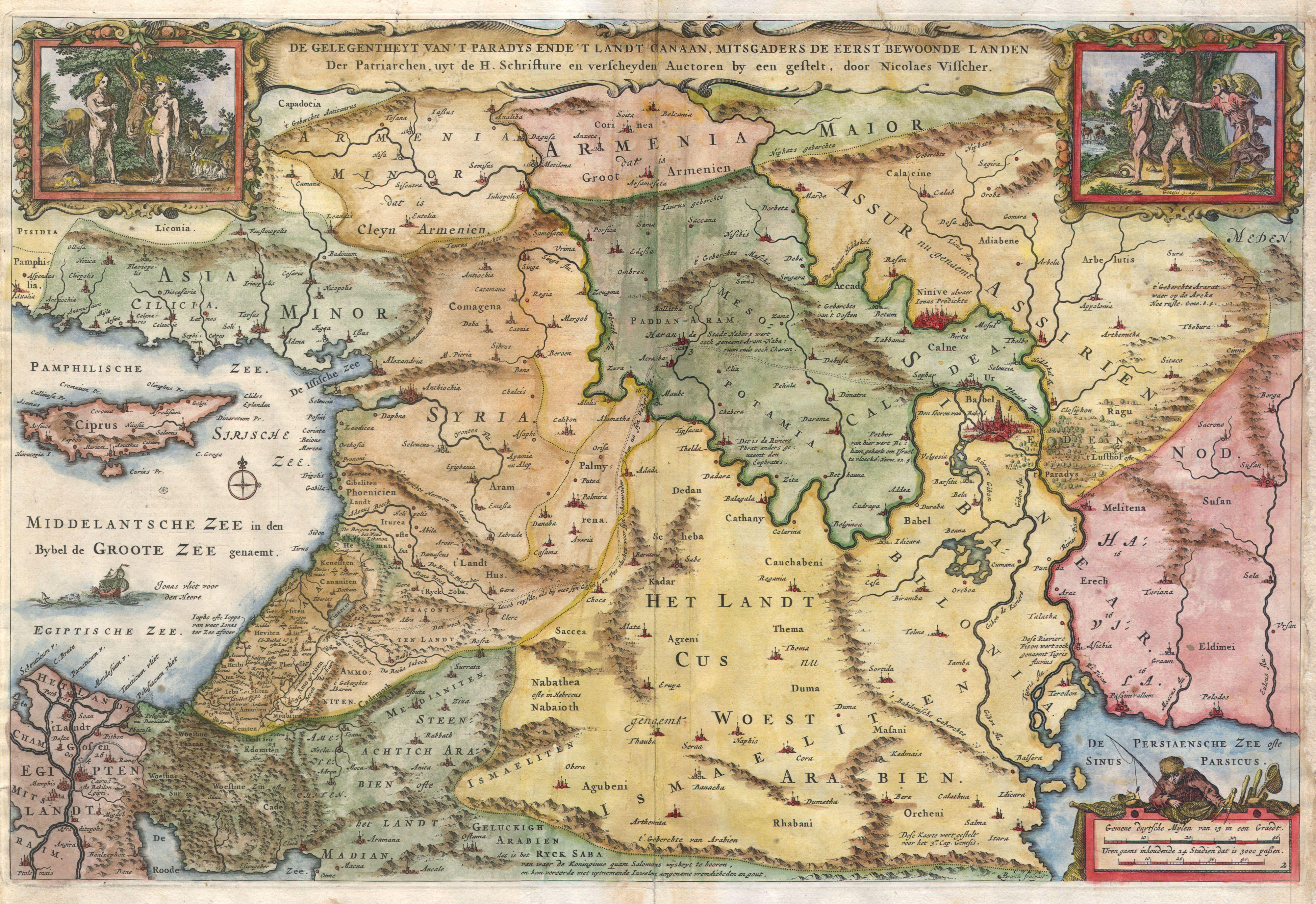
Zeventiende-eeuwse voorstelling van het Midden-Oosten. De afbeeldingen linksboven en rechtsboven geven de zondeval en de verdrijving uit het Paradijs weer. Veel plaatsen uit Genesis zijn weergegeven: rechts het Paradijs, Babel en Ur. Uiterst rechts de berg Ararat met de ark van Noach. Iets boven het midden ligt Haran. Links aan de Middellandse Zee het land Kanaän, met de namen van diverse volken. In dit gebied liggen onder andere Sichem en Bethel. De Dode Zee is niet weergegeven, op de plek daarvan liggen Sodom en Gomorra. Linksonder Egypte met het land Gosen.

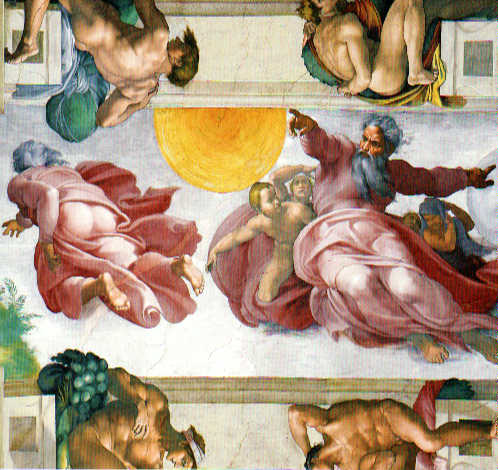
De schepping van de sterren en planeten zoals Michelangelo deze schilderde in de Sixtijnse Kapel, in het Vaticaan.

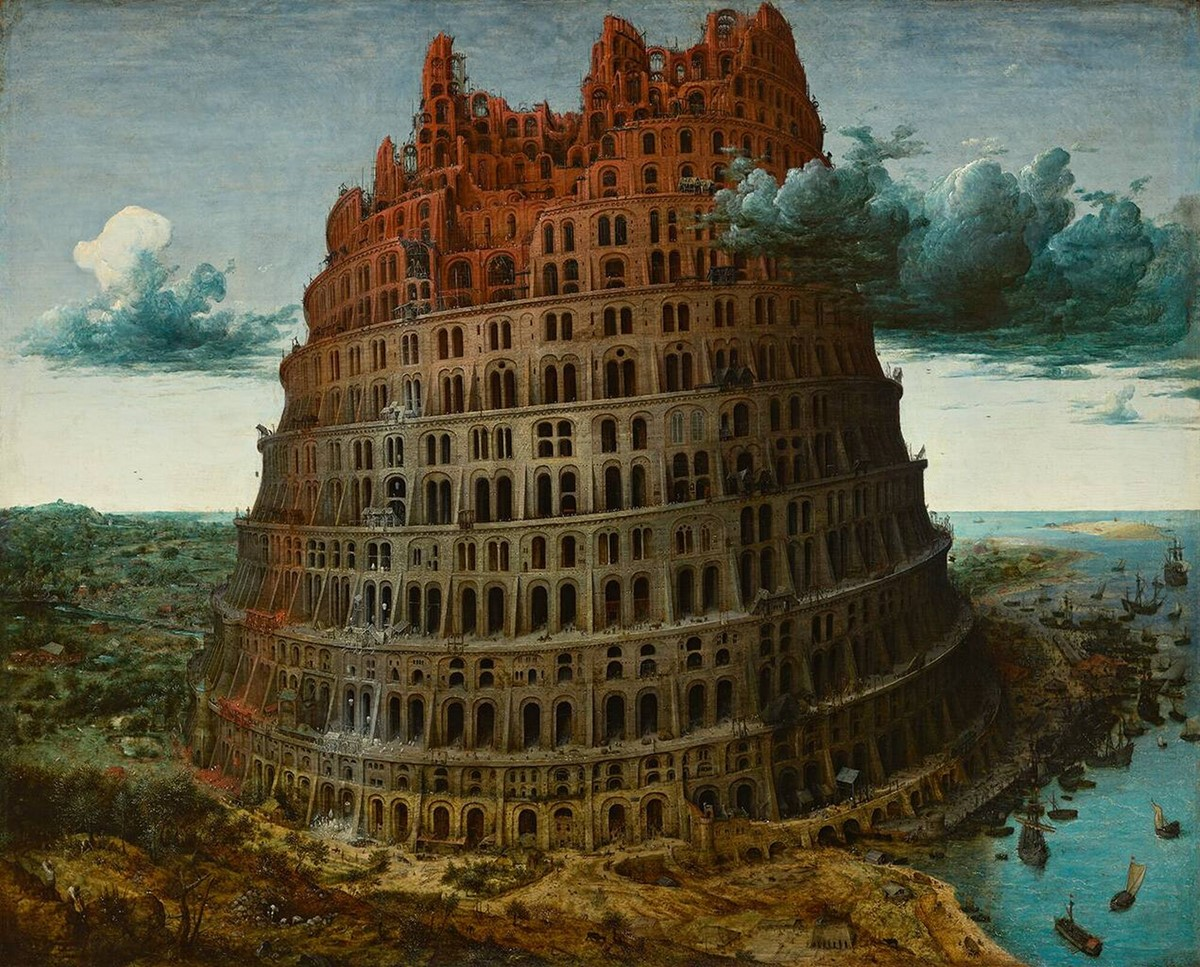
Torenbouw van Babel, schilderij van Pieter Bruegel de Oude (1563)

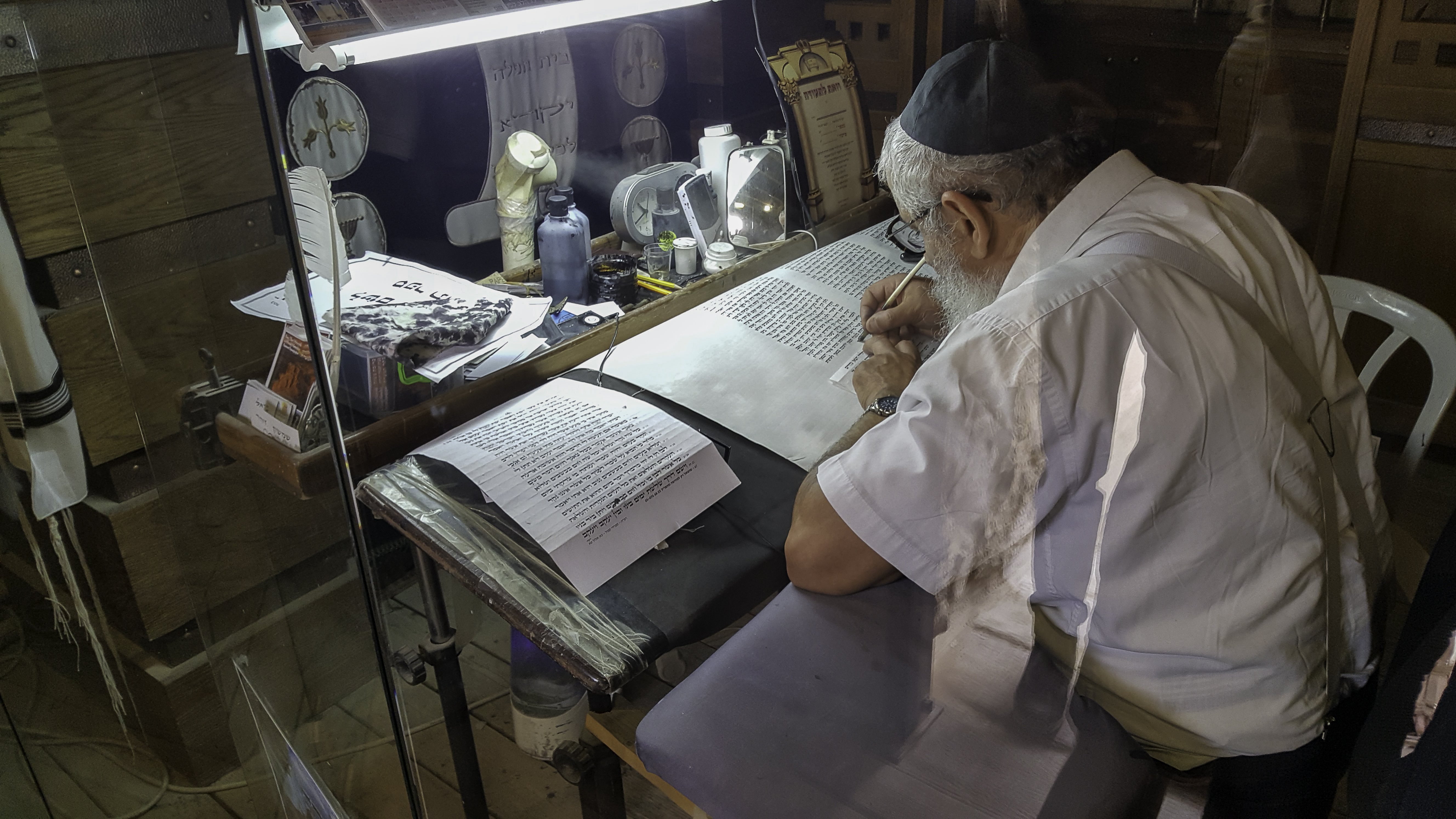
Een rabbijn bezig met het schrijven van Genesis in het Hebreeuws in de deels verwoeste synagoge van Massada in Israël

Genesis (Grieks: Γένεσις, "ontstaan") is het eerste boek van de Hebreeuwse Bijbel. De Hebreeuwse aanduiding בראשית, Beresjiet betekent "in het begin" en volgt de traditie om de boeken aan te duiden met het eerste woord ervan; in het Nederlands begint het boek met de zin: "In het begin schiep God de hemel en de aarde".
Genesis vormt het eerste deel van een nog grotere vertelconstructie, die de boog van de schepping tot aan het einde van het koninkrijk Juda en de Babylonische ballingschap omspant — Genesis tot en met 2 Koningen. Binnen deze samenhangende verhalen vertelt Genesis het verhaal van het begin, de schepping, via de aartsvaders van de Israëlieten tot aan de ballingschap van Jakobs familie met aanhang in Egypte.
Traditioneel wordt Genesis toegeschreven aan Mozes, maar in de hedendaagse Bijbelwetenschap wordt het werk gezien als een product van de 6e en 5e eeuw v.Chr.

## Auteurschap
Volgens de traditie schreef Mozes Genesis en de vier hierop volgende boeken, die daarom samen de Pentateuch, "vijf boeken" worden genoemd. In de 17e eeuw ontdekten geleerden en wetenschappers dat er allerlei passages in staan die alleen konden zijn geschreven nadat Mozes was overleden en die hij dus niet zelf kon hebben opgeschreven (zoals de passage in Genesis 12:6 "... en de Kanaänieten waren toentertijd in dat land", die impliceert dat de auteur leefde in een tijd dat de Kanaänieten niet meer in dat land waren). Bovendien wees het feit dat er soms meerdere keren dezelfde informatie op een iets andere manier wordt verteld op een samenstelling van meerdere bronnen met een verschillende oorsprong. De reconstructie van de oorspronkelijke tekst en datering van de verschillende elementen heet de documentaire hypothese en is in de wetenschap de gangbare opvatting over het ontstaan van Genesis.

## Structuur
In Genesis worden gewoonlijk twee hoofddelen onderscheiden: de oergeschiedenis (Genesis 1:1-11:26) en de vertellingen over de aartsvaders (Genesis 11:27-50:26).
Vaak worden de verhalen over Jozef (Genesis 37-50) niet als onderdeel van de vertellingen over de aartsvaders beschouwd. De held van die verhalen is geen representant van heel Israël, maar een losstaand figuur. Vanaf het begin is de geschiedenis van Jozef een hoofdverhaal, zeker vergelijkbaar met de geschiedenis van Jakob. Qua vorm komen ze dichter in de buurt van de wijsheidsliteratuur dan de andere verhalen van Genesis. De verhalen roepen op tot een positieve instelling bij het leven in den vreemde: ook in de grootste chaos blijft God op de achtergrond zorgvuldig de regie houden.

### Indeling naar genealogie: de Toledot-indeling
De tekst van Genesis bevat een web van tien Toledot-formules. Het in deze formule gebruikte Hebreeuwse woord תּוֹלְדֹת, toledot kan met "genealogie" of "ontstaansgeschiedenis" worden vertaald. "Toledot van X" betekent dan regelmatig de opvolgingsgeschiedenis of de geschiedenis van de nakomelingen van X. De formule werkt als een soort opschrift en geeft de samenhang van de verhalen weer:
| Vers      | Opschrift                    | Toelichting |
|           |                              | 1:1 - 2:3 vormt een eenheid. De tekst heeft geen opschrift en vormt een soort voorwoord.                                                                |
| 2:4       | Toledot van hemel en aarde   | De schepping van de mens, de zondeval en de eerste moord vormen een eenheid. Het is een nageschiedenis van de schepping van hemel en aarde (1:1 - 2:3). |
| 5:1       | Boek van de Toledot van Adam | De eerste genealogie wordt voorafgegaan door de aanduiding "boek". Het begin van de geschiedenis mondt uit in de verderfelijkheid van de mensheid.      |
| 6:9       | Toledot van Noach            | De geschiedenis van de vloed loopt vooruit op het onderscheiden lot van de nakomelingen van Noach.                                                      |
| 10:1      | Toledot van Noachs zonen     | Het verschillende lot van de zonen van Noach leidt tot ruimtelijke scheiding van de volken.                                                             |
| 11:10     | Toledot van Sem              | Overbrugging naar de verhalen over aartsvader Abraham.                                                                                                  |
| 11:27     | Toledot van Terach           | De geschiedenis van Abraham voegt de geschiedenis van de andere afstammelingen van Terach in (Lot, verwante in Mesopotamië).                            |
| 25:12     | Toledot van Ismaël           | De genealogie sluit de andere afstammingslijn van Ismaël verteltechnisch af.                                                                            |
| 25:19     | Toledot van Isaak            | De geschiedenis van Jakob is de gemeenschappelijke geschiedenis van Jakob en Esau.                                                                      |
| 36:1 en 9 | Toledot van Esau             | De genealogie sluit de andere afstammingslijn van Esau verteltechnisch af.                                                                              |
| 37:2      | Toledot van Jakob            | De zogenoemde Jozefverhalen omspannen de gemeenschappelijke geschiedenis van Jakobs zonen.                                                              |

## Samenvatting van de oergeschiedenis

### Schepping (Gen 1 - 2:3)
Genesis begint met twee scheppingsverhalen. Het eerste verhaal vertelt hoe God de hemel, aarde, planten, dieren en uiteindelijk de mens in zes dagen schiep. De zevende dag rustte Hij.

### Paradijsvertelling (Gen 2:4 - 3:24)
In de paradijsvertelling schiep God na de aarde met planten en dieren uit aarde de eerste mens, Adam, en plaatste hem in een prachtige tuin, het paradijs (de Hof van Eden). God verbood Adam te eten van de Boom van de kennis van goed en kwaad. Hij bracht alle dieren naar Adam om hen een naam te geven. Daarna liet God Adam in slaap vallen en maakte uit een van zijn ribben de vrouw, Eva. Eva werd door een slang verleid om een vrucht te eten van de verboden boom en op haar beurt verleidde zij Adam hiertoe. Op dat moment beseften ze dat ze naakt waren en schaamden zich daarvoor, waarna ze zich bedekten met vijgenbladeren. Om te voorkomen dat Adam en Eva ook van de levensboom zouden eten en zo het eeuwig leven zouden verwerven, verdreef God hen uit de tuin van Eden.

### De eerste moord (Gen 4)
Adam en Eva kregen twee zonen: Kaïn en Abel. Kaïn werd jaloers op Abel, omdat God Abels offer wel aanvaardde en het zijne niet. Hij doodde Abel. Kaïn moest voortaan rondzwerven over de aarde. Hij vestigde zich ten slotte in het land Nod, ten oosten van Eden. Hij bouwde een stad en noemt die naar zijn zoon Henoch. Eva kreeg nog een zoon, Seth. Hoofdstuk 4 besluit met de woorden: "In die tijd begon men de naam van de HEER aan te roepen."

### Geslachtsregister (Gen. 5)
Hoofdstuk 5 vermeldt de opeenvolgende geslachten van Adam tot Noach. Zoals in veel mythes werden de mensen buitengewoon oud, tot bijna 1.000 jaar.

### De zondvloed (Gen. 6 - 9)
Na de zondeval ontwikkelde de mensheid zich van kwaad tot erger. Daar kwam bij dat de zonen van God (volgens sommigen gevallen engelen) trouwden met menselijke vrouwen en reuzen verwekten, die nephilim werden genoemd. God besloot de mensheid nog 120 jaar te geven en hen daarna te straffen door een zondvloed. Alleen Noach en zijn gezin (zijn vrouw, drie zonen en hun vrouwen) zouden behouden blijven door op Gods bevel een ark te bouwen en daarin alle dieren mee te nemen (van alle reine dieren zeven paartjes, van de onreine één). Noach was toen 600 jaar oud. Toen zond God de vloed: 40 dagen en nachten regende het. Uiteindelijk zakte het water en belandde de ark op de berg Ararat. God beloofde nooit meer een zondvloed over de aarde te brengen en bevestigde dit met het teken van de regenboog. Hierna gaf God de opdracht om zich te verspreiden en de aarde te vullen met nakomelingen.

### Volkenlijst (Gen. 10)
Hoofdstuk 10 bevat een geslachtsregister van de nakomelingen van Noach, de volkenlijst.

### Toren van Babel (Gen. 11)
De mensen bleven toch bij elkaar wonen en bouwen een stad in de vlakte van Sinear en wilden daar een toren die tot de hemel reikte, om daarmee de eenheid te behouden en roem te vergaren, de Toren van Babel. God kwam naar de aarde om verwarring in de taal te stichten, waardoor men elkaar niet meer verstond en men zich ten slotte opsplitste in verschillende volkeren. Dit verklaart de verspreiding van de mensheid over de aarde.
De rest van dit hoofdstuk bevat geslachtsregisters van de nakomelingen van Sem en Terach. Opvallend in deze geslachtsregisters is dat de ouderdom van de opeenvolgende geslachten snel afnam.

## Samenvatting van de verhalen over de aartsvaders

### Abraham (Gen. 12-25)
Abrahams vader Terach vertrok uit Ur naar Haran en nam zijn zoon die op dat moment nog Abram heette mee. In Haran kreeg Abraham de opdracht van God zijn land te verlaten. Samen met zijn neef Lot trok hij naar Kanaän, waar God hem vertelde dat zijn nageslacht daar zou wonen. God beloofde Abraham dat hij tot een groot volk zou worden. Omdat er op dat moment honger was in dat gebied, trok Abraham naar Egypte. Na frictie tussen de herders van Abraham en die van Lot, trok Lot richting Sodom en Gomorra, terwijl Abraham richting Hebron trok. Na een herhaalde belofte van God aan Abraham dat zijn nakomelingen het land Kanaän zouden beërven, sliep Abraham met de slavin Hagar, omdat zijn vrouw Sara te oud was om zelf nog een kind te krijgen. Daaruit werd Ismaël geboren. Hierna sloot God een verbond met Abraham, met de besnijdenis als teken.
Lot was intussen in Sodom gaan wonen. God wilde Sodom en Gomorra vernietigen vanwege de slechtheid van de inwoners. Hoewel Abraham bij God pleitte om de steden te sparen, bleef God bij zijn besluit. Twee engelen waarschuwden Lot, zodat hij kon ontsnappen aan de vernietiging. Zijn vrouw veranderde in een zoutpilaar toen ze omkeek. Lots dochters voerden hun vader dronken, sliepen met hem en baarden beiden een zoon.
Abraham kreeg weer een zoon, ditmaal van zijn vrouw Sara. Hij noemde hem Isaak. Sara zette Abraham ertoe aan Hagar en haar zoon weg te sturen. Een engel redde hen net op het moment dat zij in de woestijn op het punt staan om te komen.
God gaf Abraham de opdracht Isaak te offeren. Een engel greep in op het moment dat Abraham zijn zoon wil doden. Na het overlijden van Sara stuurde Abraham een knecht eropuit om een vrouw voor Isaak te vinden. Hij keerde terug met Rebekka, een zus van Laban en een nichtje van Isaak. Hierna brak een hongersnood uit en trok Isaak naar de Filistijnse stad Gerar. God beloofde daar ook aan hem dat hij het land Kanaän aan zijn nakomelingen zal geven.
Nadat Abraham overleed, werd hij begraven door zijn zonen Isaak en Ismaël.

### Jakob (Gen. 25-37)
Isaak kreeg twee zonen, een tweeling: Esau en Jakob. Esau was een jager en verkocht zijn eerstgeboorterecht aan Jakob voor een bord linzensoep. Toen Isaak ouder was geworden werd hij slechtziend. Hij riep Esau bij zich op hem te zegenen en daarmee aan te stellen als zijn erfgenaam. Jakob deed zich op initiatief van Rebekka echter voor als Esau en ontving de zegen. Hij vluchtte naar Laban. Onderweg had hij een droom over de Jakobsladder. Ook hoorde hij de stem van God die hem de belofte deed dat zijn nakomelingen het land Kanaän zouden krijgen.
Bij Laban ging Jakob als schaapherder werken. Hij werd verliefd op Labans dochter Rachel. Na zeven jaar werken mocht hij met haar trouwen, maar Laban misleidde hem en hij trouwde met Lea, de oudste dochter van Laban. Volgens de traditie moest de oudste dochter eerder trouwen dan de jongste. Jakob trouwde vervolgens ook met Rachel, maar als bruidsschat moest hij weer zeven jaar voor Laban werken. In deze tijd kreeg Jakob twaalf zonen bij zijn twee vrouwen, en twee bijvrouwen Bilha en Zilpa. God zegende Jakob en zijn kudde groeide snel. Hij werd een rijk man. Jakob was bang dat Laban jaloers was en besloot hem in het geheim te verlaten en terug te keren naar zijn vader Isaak. Laban achterhaalde hem echter omdat hij dacht dat Jakob zijn godenbeelden heeft meegenomen, wat Rachel had gedaan. Laban achterhaalde Jakob, vond de beelden niet en sloot een verbond met hem.
Bij de terugkeer was Jakob bang voor Esau en stuurde hem daarom voor hun ontmoeting veel geschenken. Esau was echter niet boos meer.
Jakob sloeg zijn tenten op bij stad Sichem. Dina, de dochter van Jakob, werd daar verkracht door Sichem, de zoon van Hemor, de koning van de stad. Daarna wilde deze met Dina trouwen. De zonen van Jakob adviseerden hun vader akkoord te gaan, maar wel te eisen dat alle mannen van de stad zich zouden laten besnijden. Dit gebeurde en toen de mannen wondkoorts hadden, moordden de zonen van Jakob de hele stad uit. Jakob trok hierna richting Betel.

### Jozef (Gen. 37-50)

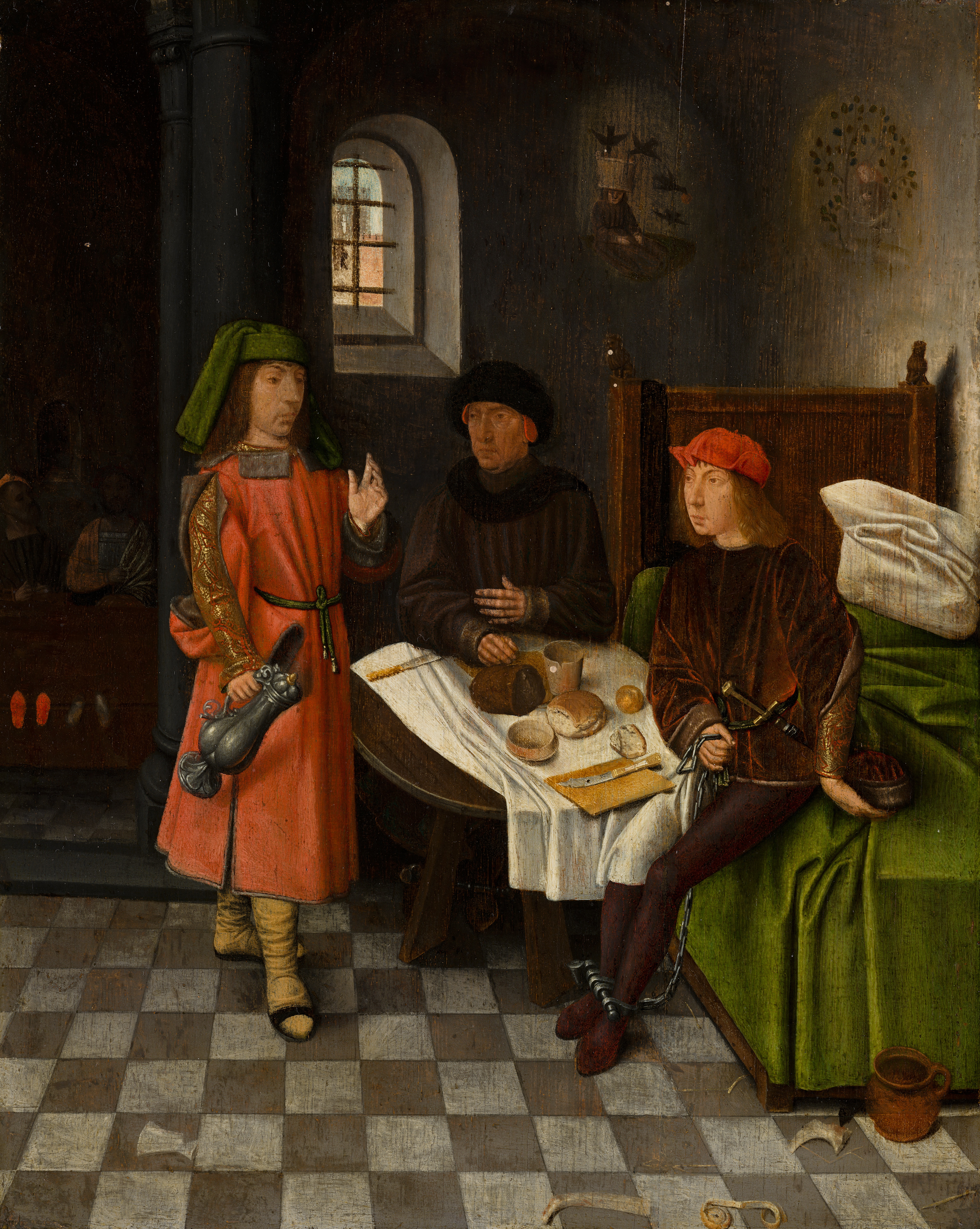
Jozef verklaart de dromen van de bakker en de schenker (mogelijk van Jan Mostaert)

Jozef was de oudste zoon van Jakobs geliefde vrouw Rachel en werd door zijn vader voorgetrokken. De broers haatten hem hierom en verkochten hem als slaaf en vertelden hun vader dat Jozef door een wild dier verscheurd was. Jozef werd naar Egypte gevoerd en kwam als slaaf in het huis van Potifar, een hoveling van de farao, waar hij het volledige vertrouwen van zijn meester opbouwde.
De vrouw van Potifar probeerde Jozef te verleiden, maar deze verzette zich daartegen. De vrouw beschuldigde Jozef vervolgens van een poging tot verkrachting. Potifar gooide Jozef in de gevangenis. Op een dag werden de opperschenker en de opperbakker van de farao in de gevangenis geworpen. Daar hadden ze een droom en Jozef kan hen die droom uitleggen. Hij voorspelde dat de schenker in zijn ambt hersteld zou worden maar dat de bakker de doodstraf zou krijgen. En zo gebeurde het.
Twee jaar later had de farao een droom die niemand hem kon uitleggen. De schenker wees hem op Jozef, die nog steeds in de gevangenis zat. Jozef werd gehaald. Hij legde de droom van de farao uit: er zouden eerst zeven jaar overvloed komen en daarna zeven jaar hongersnood. Bovendien gaf Jozef adviezen. De farao benoemde Jozef tot onderkoning en liet alle staatszaken aan hem over.
Jozef zorgde ervoor dat de graanschuren in de jaren van overvloed gevuld worden. Daarna begon de tijd van hongersnood. Deze heerste ook in het land Kanaän, waar Jakob woonde. Na twee jaar kwamen Jozefs broers naar Egypte om graan te kopen. Voor de zekerheid bleef Jakobs lievelingszoon Benjamin thuis. Jozef herkende zijn broers, maar de broers herkenden hem niet en Jozef maakte zich niet bekend. Hij beschuldigde de mannen van spionage. Simeon werd gevangengezet. Jozef beval de anderen terug te gaan naar huis en de volgende keer hun kleine broertje Benjamin mee te brengen.
Toen het voedsel op was, moesten de broers weer naar Egypte. Jakob stond met tegenzin toe dat Benjamin ook meeging. Jozef liet Simeon uit de gevangenis halen en ontving de broers hartelijk. Daarna stuurde hij ze met gevulde graanzakken naar huis, maar liet zijn beker in de zak van Benjamin verbergen. Kort na hun vertrek stuurde Jozef zijn huismeester achter de broers aan om de beker te zoeken. De beker werd in de zak van Benjamin gevonden, dus hij werd gevangengenomen. Juda hield voor Jozef een pleidooi, waarin hij zijn eigen leven aanbood als Benjamin maar tot zijn vader mocht terugkeren. Nu was het Jozef duidelijk dat het karakter van zijn broers veranderd was. Hij maakte zich bekend en nodigde Jakob uit om in Egypte te komen wonen, in de streek Gosen, waar het beste van het land Egypte voor hem zou zijn.

## Historische interpretatie

### Oergeschiedenis
De verhalen van de oergeschiedenis dienen symbolisch te worden geïnterpreteerd en niet als werkelijk historisch. Vrijwel geen enkel personage in de eerste elf hoofdstukken van Genesis wordt in de rest van de Hebreeuwse Bijbel genoemd, een aanwijzing dat deze verhalen laat werden toegevoegd aan Genesis als een soort introductie. Hoe laat dit gebeurde, is omstreden. Sommige onderzoekers suggereren de hellenistische periode (vroege 4e eeuw v.Chr.). Vanwege het hoge gehalte Babylonische mythologie waarvan de verhalen zijn afgeleid of door zijn geïnspireerd, dateren anderen ze op de periode van de Babylonische ballingschap (6e eeuw v.Chr.).

### Scheppingsverhaal
Traditioneel werd in joods-christelijke kringen het Bijbelse scheppingsverhaal gezien als een historische beschrijving van het ontstaan van het universum en het leven op aarde. Pas ten tijde van de Verlichting ontstonden interpretaties die de tekst als allegorisch of symbolisch opvatten, of als een poëtische weergave van de grootsheid van Gods scheppingsdaden.
Mede vanwege wetenschappelijke inzichten zoals de evolutietheorie beschouwt tegenwoordig vrijwel iedere exegeet en historicus het verhaal van de scheppingsweek als een zuiver theologische tekst die spreekt over de relatie tussen God en de schepping. Binnen die opvatting is de vraag naar de historiciteit, vanuit de tekst gezien, niet de belangrijkste vraag.
Niettemin kent de (vrijwel) letterlijke interpretatie nog steeds een aanzienlijk aantal aanhangers. Het aanhangen van een (vrijwel) letterlijke interpretatie wordt creationisme genoemd en is een vorm van christenfundamentalisme.

### Overige verhalen
Eenzelfde scheiding geldt ook voor de overige verhalen: hoewel vrijwel alle exegeten en historici deze als allegorisch beschouwen, geloven christenfundamentalisten ook van deze verhalen dat ze als letterlijke geschiedenis moeten worden geïnterpreteerd.
Er moet - zoals in het algemeen voor Bijbelse teksten geldt - onderscheid worden gemaakt tussen de periode die wordt beschreven en de periode waarin de gebeurtenissen zijn opgeschreven. Als het bijvoorbeeld gaat om de verhalen over de aartsvaders is het verschil tussen de tijd waarover wordt geschreven en de tijd waarin het verhaal definitief vorm kreeg meer dan duizend jaar.
Archeologische vondsten in Mari en Nuzi werpen licht op de levenswijze, ethiek, rechtsgebruiken en religieuze voorstellingen uit de tijd die Genesis beschrijft, maar geven geen bewijs voor een tastbaar bestaan of niet-bestaan van mensen als Noach, Abraham, Jakob en Jozef. De levenswijze die de Bijbel beschrijft, komt soms overeen met de beschrijvingen buiten de Bijbel van de zogenoemde randnomaden, niet nader omschreven groepen, die op zoek naar weidegronden soms in contact kwamen met bepaalde stadsbewoners of zichzelf permanent vestigden. In zoverre geven buitenbijbelse bronnen een wereldbeeld dat zich in grote lijnen verhoudt tot het beeld dat de schrijver(s) van Genesis voor ogen stond. Voor sommige steden, titels of personen die worden genoemd, bestaat archeologisch bewijsmateriaal. Maar de weergave is op onderdelen niet correct. Als bijvoorbeeld wordt getracht de rijkdom van de aartsvaders te illustreren door het bezit van kamelen, is dit een projectie uit een latere tijd. De kameel werd namelijk pas tegen het einde van het tweede millennium v.Chr. getemd en werd in het oude Oosten pas ver na 1000 v.Chr. als lastdier in gebruik genomen.

## Terugkerende verhaalelementen
Er zijn sterke aanwijzingen dat Genesis een collage is van diverse (mondelinge) overleveringen. Sommige verhaalelementen komen meerdere keren voor, in verschillende verhalen:
- De vrouwen van drie aartsvaders gingen door voor hun zuster: Genesis 12:13, Genesis 20:2 en Genesis 26:7;
- Drie aartsvaders trokken vanwege een hongersnood naar Egypte: Genesis 12:10, Genesis 26:1, Genesis 41:54-57 en 42:5;
- De vrouwen van drie aartsvaders waren eerst onvruchtbaar (soms zelfs door God veroorzaakt), maar baarden na Gods hulp de erfgenaam: Genesis 11:30 versus 17:19, Genesis 25:21 (beide situaties in één vers) en Genesis 29:31 versus 30:22-24.

Andere verhaalelementen worden letterlijk herhaald:
- Jakob ontfutselde Esau zijn eerstgeboorterecht: Genesis 25:29-34 en Genesis 27;
- God hernoemde Jakob tot Israël: Genesis 32:28-29 en Genesis 35:10;
- Jakob veranderde de plaatsnaam Luz in Bethel: Genesis 28:19 en Genesis 35:15.

## Trivia
- Het Nieuwe Testament opent met de zin Βίβλος γενέσεως Ἰησοῦ Χριστοῦ (Grieks: Biblos geneseoos Iesou Christou: Het boek van het geslacht van Jezus Christus (Matteüs 1:1)). Terwijl van het woord Βίβλος (Biblos, geschrift) het woord 'bijbel' is afgeleid, is γενέσεως (geneseoos) de genitief van γένεσις (genesis).
- In de videoclip van Jesus, He knows me (1992) van de rockband Genesis is een bord te zien met de tekst Genesis 3:25. Dit zorgde voor veel opschudding, omdat Genesis 3 maar 24 verzen heeft. Dit bord slaat echter op het feit dat de band uit 3 leden bestond en destijds 25 jaar bij elkaar was.